# Friedrich Meinecke (Bildhauer)
Friedrich Meinecke (* 20. Mai 1873 in Winsen an der Luhe; † 25. Juli 1913 in Freiburg im Breisgau) war ein deutscher Bildhauer, der in Freiburg im Breisgau wirkte.

## Leben

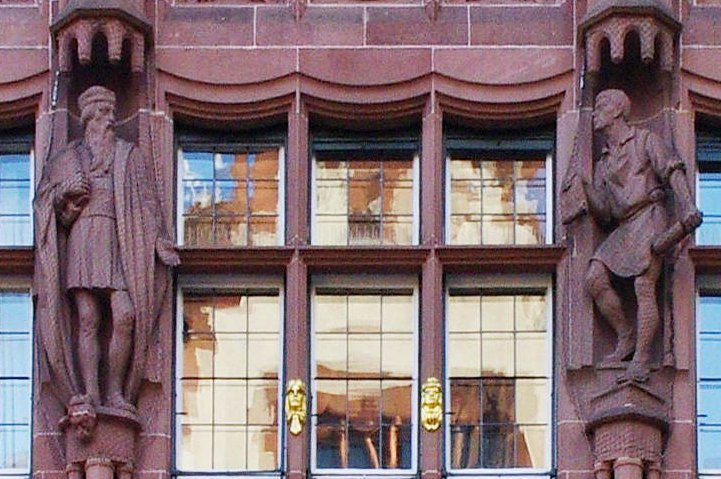
Gutenberg-Gruppe an der Freiburger Zeitung

Friedrich Meinecke, der sich selbst Meinicke schrieb, war der Sohn des Winsener Apothekers Theodor Meinecke. Vom 1. Oktober 1894 bis 30. September 1895 diente Friedrich Meinecke als Einjährig-Freiwilliger beim Königlich Bayerischen Infanterie-Leib-Regiment in München. 1896 ließ Friedrich Meineckes Bruder Theodor die Alte Rats-Apotheke in der Winsener Rathausstraße errichten.
Nachdem er von 1898 bis 1900 in der Neuenburgerstraße 24 in Berlin gelebt hatte, ging er im Februar 1900 nach Bonn, vermutlich um einen Studienplatz zu erhalten. Im selben Jahr zog er nach Karlsruhe, wo er bis 1905 ein Schüler der Großherzoglich-Badischen Akademie der bildenden Künste war.
1905 zog Friedrich Meinecke nach Freiburg, wo er nach verschiedenen Adressen zuletzt im Haus Günterstalstraße 8 wohnte. Er starb 1913 unverheiratet im Alter von 40 Jahren.
An der Familiengrabstätte in Winsen an der Luhe findet sich ein Denkmal für Meinecke, obwohl dieser nicht dort begraben wurde.

## Werk
Bereits Ende 1899 vollendet Meinecke eine Statue von Martin Luther, die sich am Kirchturm der Winsener Marienkirche über der Durchfahrt (Nordseite) befindet.
Zu den frühesten in Freiburg erhaltenen Werken Meineckes zählt die Gutenberg-Gruppe am Gebäude Freiburger Zeitung beim Martinstor aus der Zeit um 1905. Zur selben Zeit war er an der Fassadengestaltung der späteren Gertrud-Luckner-Gewerbeschule beteiligt sowie am Affenbrunnen neben dem Haus zum Walfisch in der Gauchstraße. Die Form war vom Architekten Paul Schuster entworfen worden, während Meinecke den Affen schuf, der viel Raum zur Interpretation bietet. Durch seine ehemals grüne Farbe wurde er auch schon für einen Frosch gehalten.
Bereits als Silen mit dem Löwen interpretiert, wurde sein 1909 geschaffener Bacchus-Brunnen in Herdern. Dieser Bubenbrunnen mit der Katze wurde 1909 aus Sand- und Kunststein gefertigt.
Inzwischen verschollen ist sein Gnom, der sich auf dem Brunnen des Türmchens an der Schwabentorbrücke befunden hat.

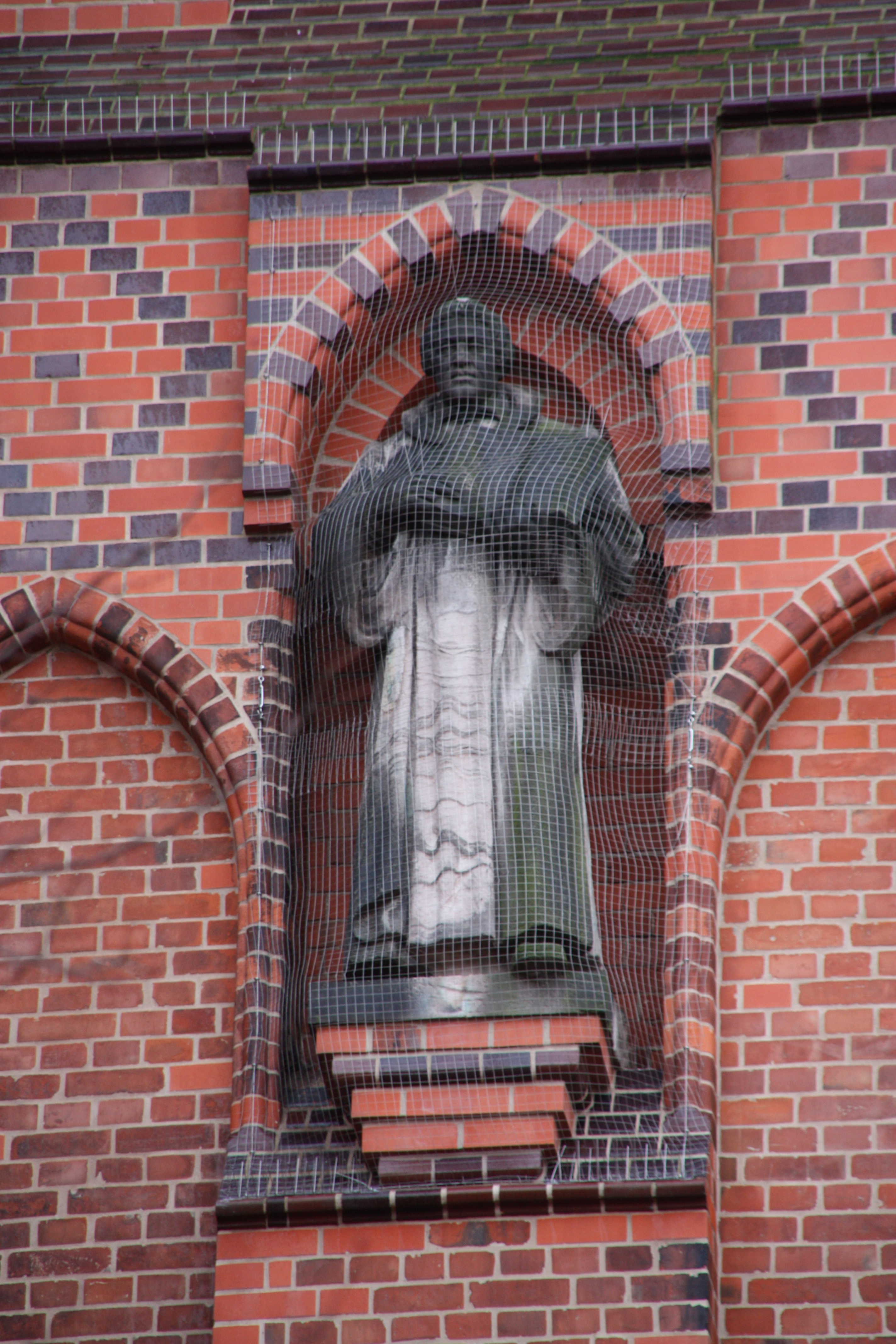
Martin Luther (Winsen an der Luhe)
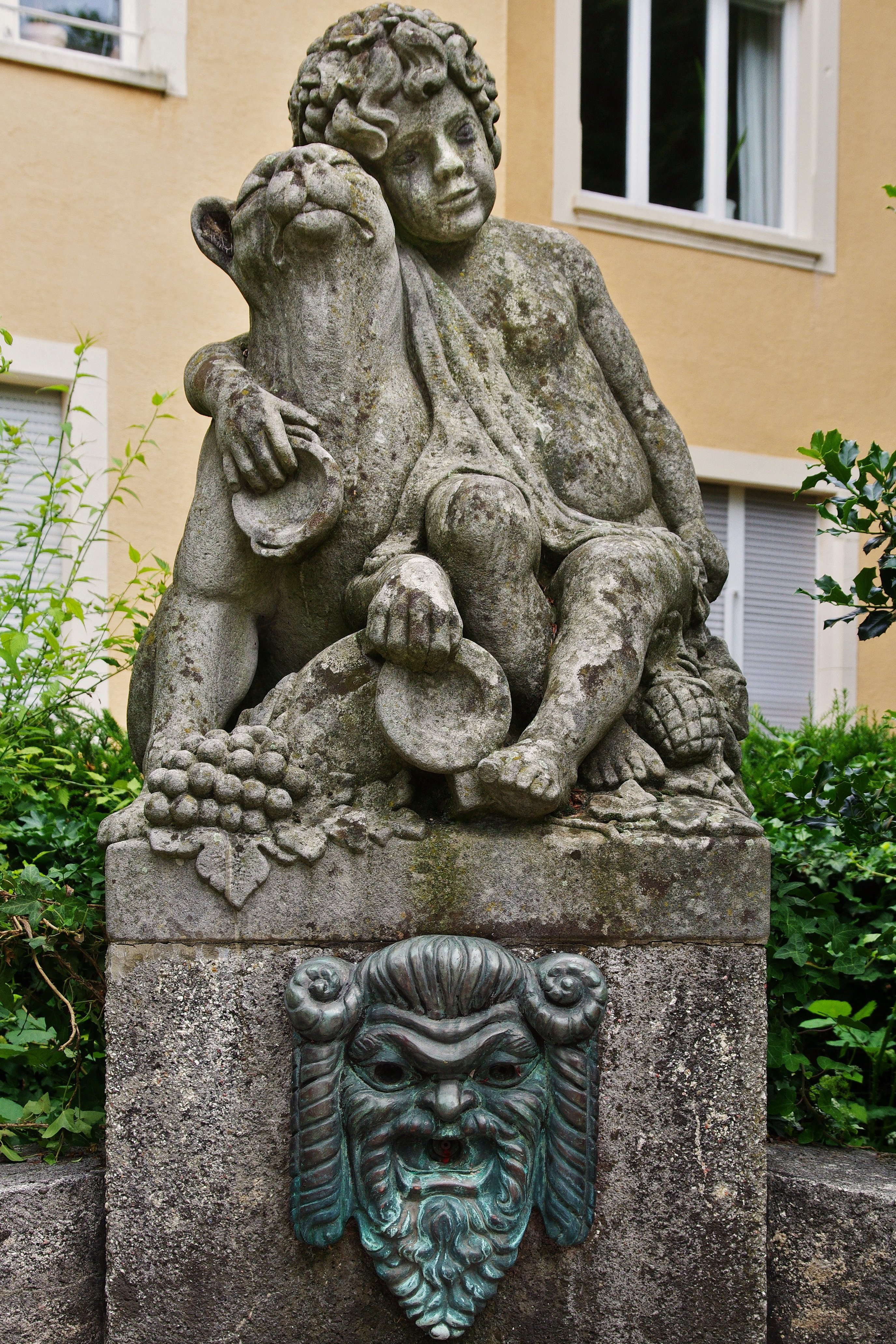
Figur am Bacchus-Brunnen (Freiburg)
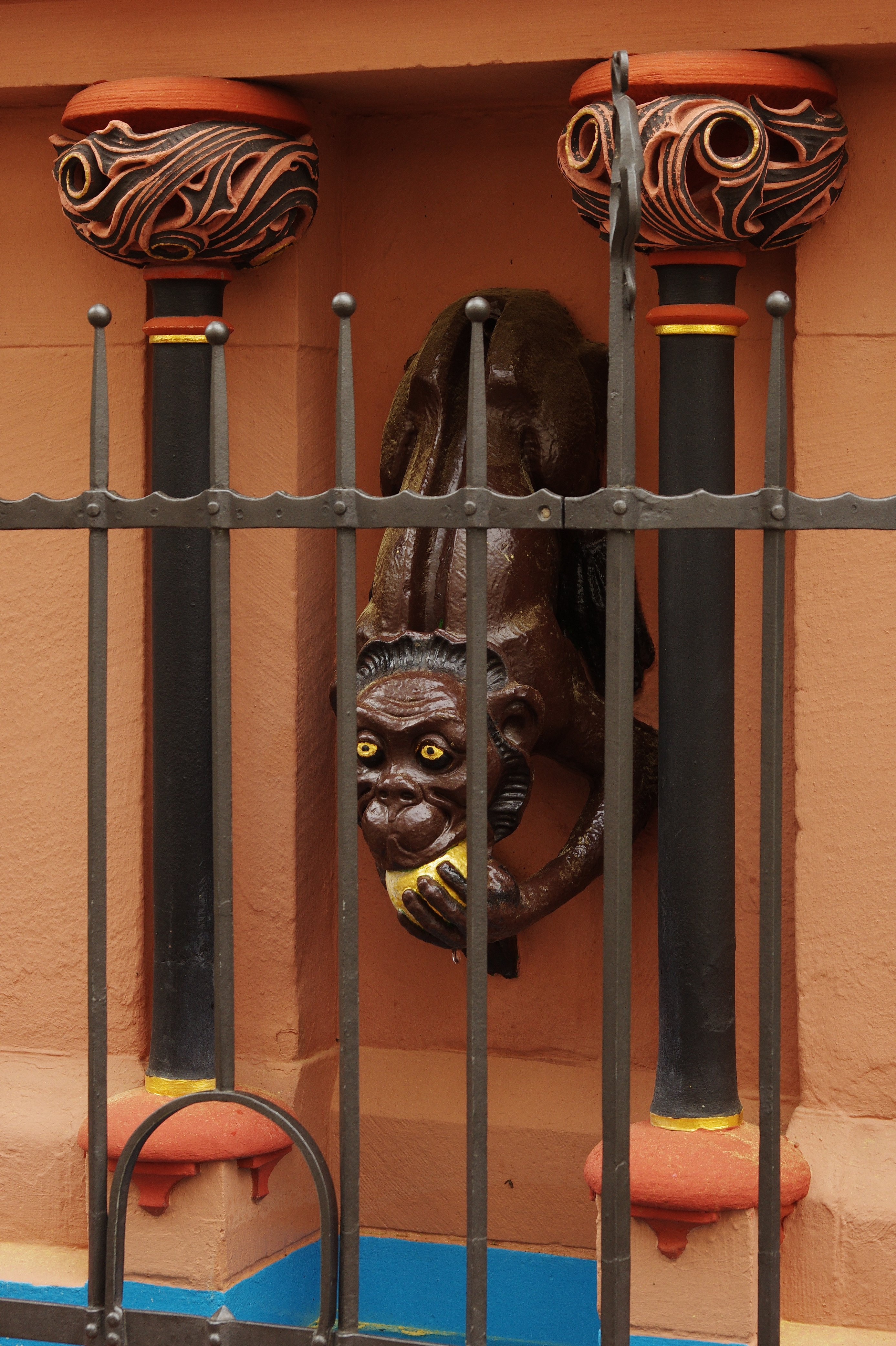
Figur am Affenbrunnen (Freiburg)
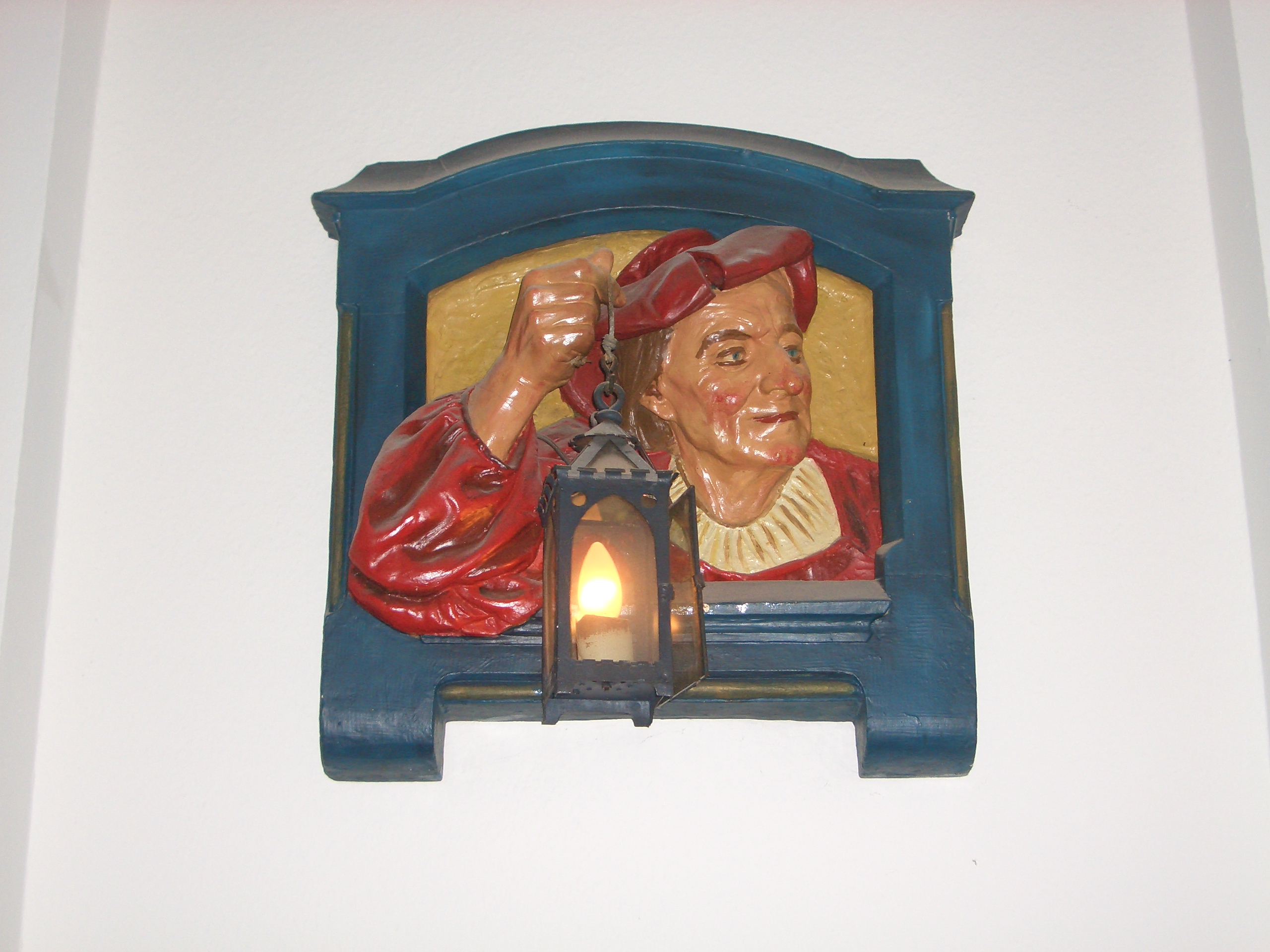
Skulptur in der Alten Rats-Apotheke in Winsen (Luhe)
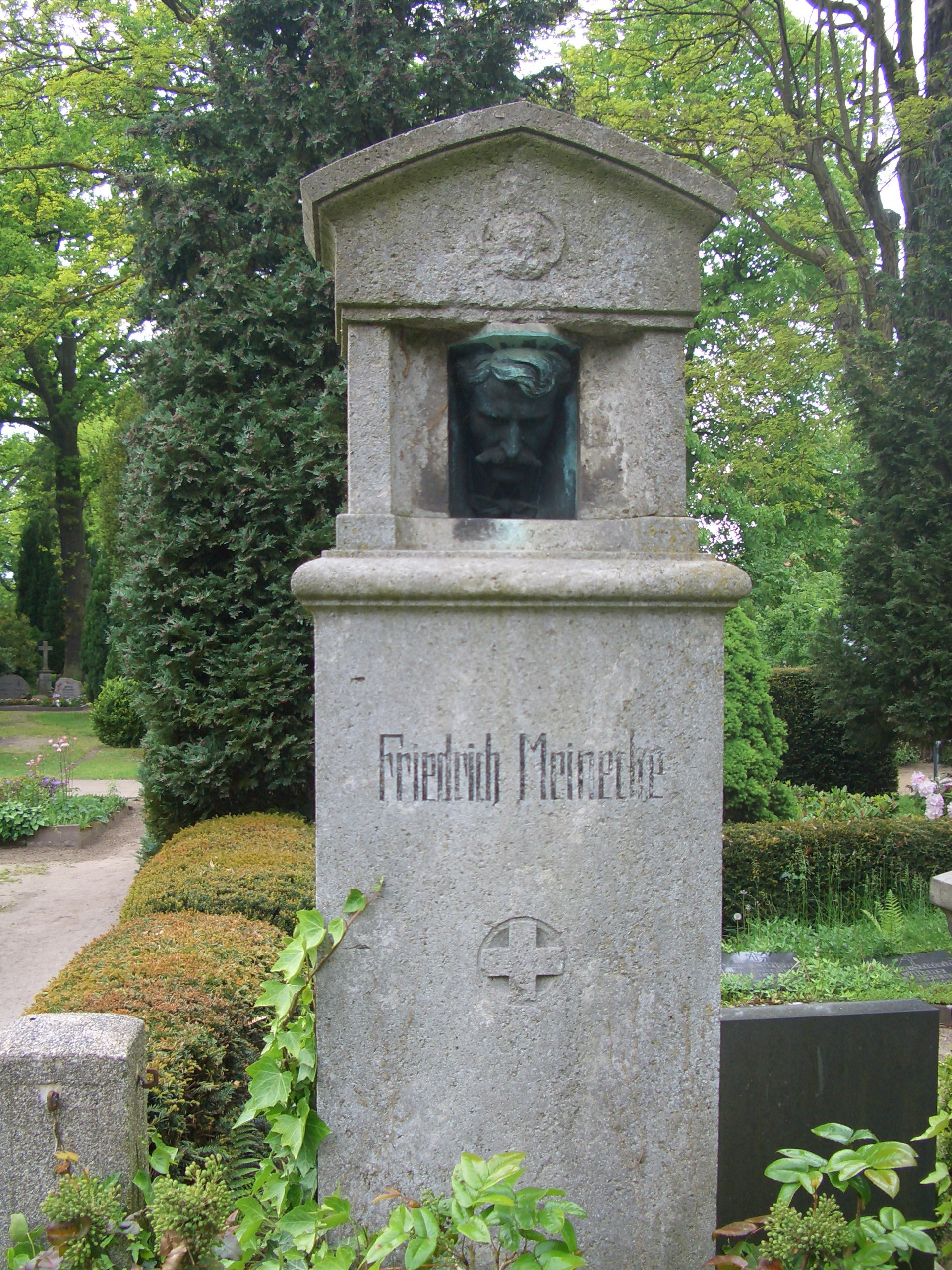
Denkmal für Friedrich Meinecke auf dem Friedhof der Stadt Winsen (Luhe)

Meinecke fertige zudem ethnographische Schaupuppen, darunter eine Wedda-Szene, die aus 13 Gips-Personen bestand und unter Anleitung und Bezug auf das anthropologische Material Fritz Sarasins aus Basel geschaffen wurde. Sie wurde vom Freiburger Museum für Natur- und Völkerkunde erworben.